# Ordovici
Ordovici ili Ordoviki (latinski Ordovices) je bilo britsko pleme koje je u 1. stoljeću živjelo na području današnjeg Walesa. Njihovo područje se nalazilo između Silura na jugu i Deceangla na sjeveroistoku. Tacit ih je opisao kao uzgajivače ovaca koji su živjeli u brdskim utvrđenjima. 
Nekoliko godina nakon rimske invazije je Karatak, bivši poglavica Katuvelauna, stao na čelo Silura kako bi vodio borbu protiv rimskih osvajača. Tom ustanku su se priključili i Ordoviki, ali ih je nakon nekoliko godina mukotrpnih borbi godine 51. uspjeo poraziti rimski guverner Publije Ostorije Skapula. Ordoviki su tada na neko vrijeme prihvatili rimsku vlast, ali su se 70-ih ponovno pobunili i uspjeli uništiti jednu rimsku konjičku jedinicu.
Zbog toga je godine 77./78. protiv njih pohod pokrenuo Gnej Julije Agrikola, i prema Tacitovim navodima, uspio istrijebiti cijelo pleme.
Ordovičke zemlje su bile jedne od zemalja koje su u poslijerimskoj Britaniji stvorile Kraljevstvo Gwynedd.
U 19. stoljeću geolog Charles Lapworth je po njima nazvao geološku eru poznatu kao ordovicij.

## Vanjske poveznice
- Ordovices  Arhivirana inačica izvorne stranice od 18. rujna 2015. (Wayback Machine) na Roman-Britain.org  Arhivirana inačica izvorne stranice od 18. rujna 2015. (Wayback Machine)
- Ordovices  Arhivirana inačica izvorne stranice od 8. studenoga 2005. (Wayback Machine) na Romans in Britain